# Folytatólagos háború

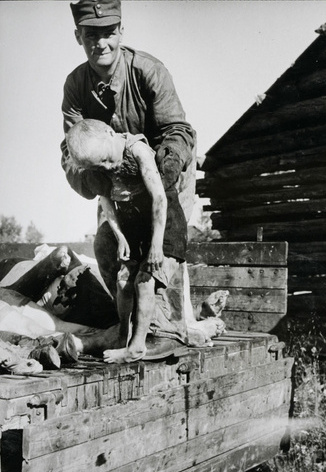
A szovjetek által lemészárolt finn gyermekek holttesteit pakolják teherautóra.

A folytatólagos háború (finnül: jatkosota, svédül: fortsättningskriget) a második világháború során lezajlott második szovjet–finn háború, amelyet 1941. június 25. és 1944. szeptember 19. között vívott meg a téli háborút követően Finnország és a Szovjetunió. Magát a nevét az első szovjet–finn háborútól való egyértelmű megkülönböztetésként kapta a nyugati történetírásban, oroszul csak „szovjet–finn háborúnak” (Советско-финская война) emlegetik.
Az Egyesült Királyság 1941. december 6-án üzent hadat Finnországnak, azonban korábban már részt vett brit haderő a harcokban, Petsamo bombázásakor. Finnországot Németország látta el értékes hadianyagokkal, hadfelszerelésekkel, illetve részben segítette is a finn hadmozdulatokat saját csapataival. Az Egyesült Államok nem vett részt aktívan a harcokban, azonban a Szovjetuniónak nyújtott kölcsönbérleti törvény során jelentős mennyiségű hadianyagot juttatott el szövetségesének.
A háborút négy fő részre lehet bontani:
- Finn 1941-es offenzíva
- Állóháború 1942–1943-ban
- Szovjet ellentámadás 1944-ben
- Fegyverszünet és békekötés

A finn és szovjet csapatok közötti harccselekmények 1944. szeptember közepén értek véget, gyakorlatilag döntetlen eredménnyel: egyik fél sem tudott a másikkal szemben jelentős teret nyerni. A „folytatólagos háborút” végül az 1947-es párizsi békeszerződés zárta le. Az itt lefektetett korlátozások a mai napig érvényben vannak Finnországgal szemben.
A moszkvai fegyverszünetet a lappföldi háború követte, mikor a finn haderő a német csapatok ellen fordulva közel nyolc hónap alatt, 1945. április végére az országból a norvég határig szorította őket vissza.

### Bibliográfia
- Keegan, John. A második világháború, 2., változatlan kiad., Budapest: Európa Könyvkiadó (2003, 2008). ISBN 978-963-07-8457-3
- Szabó Péter, Számvéber Norbert. A keleti hadszíntér és Magyarország 1941–1943, 2., bőv. kiad., Puedlo Kiadó (2003). ISBN 963-9477-07-9
- Szabó Péter, Számvéber Norbert. A keleti hadszíntér és Magyarország 1943–1945. Puedlo Kiadó (2003). ISBN 963-9477-40-0
- Richly Gábor: Zsdanov másik arca, a Szövetséges Ellenörzö Bizottság Finnországban. Századok 1997/2. 489-498. o.